# Piacenza Football Club 1988-1989
Questa pagina raccoglie le informazioni riguardanti il Piacenza Football Club nelle competizioni ufficiali della stagione 1988-1989.

## Stagione
Nella stagione 1988-1989 dopo l'addio di Battista Rota, il nuovo allenatore è Enrico Catuzzi, che imposta la squadra secondo i dettami del gioco a zona. Viene inoltre assunto come direttore sportivo l'ex triestino Gian Pietro Marchetti; la squadra viene profondamente rinnovata con la cessione di diversi elementi legati al quinquennio di Rota (tra cui Comba, Tomasoni, Snidaro, De Gradi e Simonetta), sostituiti da giocatori reputati più adatti alla categoria (Russo, Masi, Galassi e Scaglia). A stagione in corso lasciano Piacenza anche il capitano Madonna  e Serioli passati entrambi nel mercato autunnale all'Atalanta, rimpiazzati dall'ex veronese Maurizio Iorio (esplicitamente richiesto da Catuzzi).
La squadra rimane subito invischiata nella zona retrocessione, e vi rimane per tutta la stagione, il 6 dicembre 1988, dopo il pareggio casalingo (2-2) con l'Ancona, Catuzzi viene sostituito da Attilio Perotti, che non riesce a raggiungere l'obiettivo della salvezza anche a causa di problemi legati allo spogliatoio: diversi giocatori legati a Catuzzi non ne accettano l'esonero e quattro elementi (Iorio, Scaglia, Mileti e Colasante) finiscono fuori rosa. Nel finale di stagione esordiscono in prima squadra numerosi giovani, tra cui Daniele Moretti, bandiera del Piacenza negli anni Novanta. Nella Coppa Italia il Piacenza disputa il quinto girone della prima fase, ottiene 6 punti come il Como ma non passa alla seconda fase per differenza reti peggiore rispetto ai lariani, passano il turno la Roma, il Monza ed il Como.

## Organigramma societario
Area direttiva
- Presidente: Leonardo Garilli
- General manager: Mario Quartini
- Segretario: Giovanni Rubini

Area tecnica
- Direttore sportivo: Gian Pietro Marchetti
- Allenatori: Enrico Catuzzi, dal 6 dicembre Attilio Perotti
- Allenatore in 2ª: Paolino Pulici
- Preparatore atletico: Gianfranco Baggi

Area sanitaria
- Medico sociale: dott. Augusto Terzi
- Massaggiatori: Vincenzo Franchi e Vittorio Pissasegola

## Rosa[6]
| N. |                   | Ruolo | Calciatore            |
| -- | ----------------- | ----- | --------------------- |
|    | Italia (bandiera) | P     | Paolo Bordoni         |
|    | Italia (bandiera) | P     | Fabrizio Grilli       |
|    | Italia (bandiera) | D     | Giovanni Bozzia       |
|    | Italia (bandiera) | D     | Giovanni Colasante    |
|    | Italia (bandiera) | D     | Enzo Concina          |
|    | Italia (bandiera) | D     | Davide Dosi           |
|    | Italia (bandiera) | D     | Marco Masi            |
|    | Italia (bandiera) | D     | Carlo Osti            |
|    | Italia (bandiera) | D     | Luigi Russo           |
|    | Italia (bandiera) | C     | Giuliano Camporese    |
|    | Italia (bandiera) | C     | Andrea Galassi        |
|    | Italia (bandiera) | C     | Gian Paolo Manighetti |
|    | Italia (bandiera) | C     | Francesco Mileti      |

| N. |                   | Ruolo | Calciatore                   |
| -- | ----------------- | ----- | ---------------------------- |
|    | Italia (bandiera) | C     | Daniele Moretti              |
|    | Italia (bandiera) | C     | Alessandro Roccatagliata (C) |
|    | Italia (bandiera) | C     | Antonio Tessariol            |
|    | Italia (bandiera) | C     | Claudio Venturi              |
|    | Italia (bandiera) | A     | Giuseppe Compagno            |
|    | Italia (bandiera) | A     | Maurizio Iorio               |
|    | Italia (bandiera) | A     | Armando Madonna              |
|    | Italia (bandiera) | A     | Ennio Sala                   |
|    | Italia (bandiera) | A     | Giampiero Scaglia            |
|    | Italia (bandiera) | A     | Gianfranco Serioli           |
|    | Italia (bandiera) | A     | Giuseppe Signori             |
|    | Italia (bandiera) | A     | Pierpaolo Tomassini          |

## Calciomercato[6]

### Sessione estiva
| Acquisti | Acquisti            | Acquisti       | Acquisti      |
| R.       | Nome                | da             | Modalità      |
| -------- | ------------------- | -------------- | ------------- |
| D        | Marco Masi          | Catanzaro      |               |
| D        | Luigi Russo         | Padova         |               |
| C        | Giuliano Camporese  | Montebelluna   |               |
| C        | Andrea Galassi      | Sambenedettese |               |
| A        | Michele Bertoldo    | Treviso        | fine prestito |
| A        | Giuseppe Signori    | Trento         | fine prestito |
| A        | Giampiero Scaglia   | Triestina      |               |
| A        | Pierpaolo Tomassini | Cynthia        |               |

| Cessioni | Cessioni                | Cessioni          | Cessioni      |
| R.       | Nome                    | a                 | Modalità      |
| -------- | ----------------------- | ----------------- | ------------- |
| D        | Luca Marcato            | Sambenedettese    |               |
| D        | Massimiliano Nardecchia | Monza             |               |
| D        | Paolo Tomasoni          | Triestina         |               |
| C        | Diego Bortoluzzi        | Atalanta          | fine prestito |
| C        | Andrea Bottazzi         | Centese           |               |
| C        | Ivano Comba             | SPAL              |               |
| C        | Giuseppe De Gradi       | Lanerossi Vicenza |               |
| C        | Alessandro Imberti      | Centese           |               |
| C        | Giancarlo Snidaro       | Trevigliese       |               |
| A        | Michele Bertoldo        | Carpi             | prestito      |
| A        | Tommaso Maurizi         | Massese           | prestito      |
| A        | Roberto Simonetta       | Triestina         |               |

### Sessione autunnale
| Acquisti | Acquisti          | Acquisti | Acquisti   |
| R.       | Nome              | da       | Modalità   |
| -------- | ----------------- | -------- | ---------- |
| D        | Carlo Osti        | Atalanta |            |
| C        | Francesco Mileti  | Brescia  |            |
| A        | Giuseppe Compagno | Atalanta | prestito   |
| A        | Maurizio Iorio    |          | svincolato |

| Cessioni | Cessioni           | Cessioni | Cessioni |
| R.       | Nome               | a        | Modalità |
| -------- | ------------------ | -------- | -------- |
| C        | Claudio Venturi    | Modena   |          |
| A        | Armando Madonna    | Atalanta |          |
| A        | Gianfranco Serioli | Atalanta | prestito |

## Statistiche

### Statistiche di squadra[9]
| Competizione | Punti | Totale | Totale | Totale | Totale | Totale | Totale | DR  |
| Competizione | Punti | G      | V      | N      | P      | Gf     | Gs     | DR  |
| ------------ | ----- | ------ | ------ | ------ | ------ | ------ | ------ | --- |
| Serie B      | 26    | 38     | 7      | 12     | 19     | 20     | 41     | -21 |
| Coppa Italia | 6     | 5      | 2      | 2      | 1      | 6      | 7      | -1  |
| Totale       | -     | 43     | 9      | 14     | 21     | 26     | 48     | -22 |

## Risultati

### Campionato

#### Girone di andata
| Arbitro: | Frigerio (Milano) |

|                       |           |                |
| Madonna 23’ Russo 56’ | Marcatori | 71’ P. Mariani |

| Arbitro: | Trentalange (Torino) |

|                                                |           |             |
| S. Schillaci 3’, 61’, 84’ (rig.) Cambiaghi 88’ | Marcatori | 13’ Galassi |

| Piacenza 25 settembre 1988 3ª giornata | Piacenza        | 0 – 0 | Udinese | Stadio Galleana\| Arbitro: \| Pucci (Firenze) \| |
| Arbitro:                               | Pucci (Firenze) |       |         |                                                  |

| Bari 2 ottobre 1988 4ª giornata | Bari                | 0 – 0 | Piacenza | Stadio della Vittoria\| Arbitro: \| Satariano (Palermo) \| |
| Arbitro:                        | Satariano (Palermo) |       |          |                                                            |

| Arbitro: | Ceccarini (Livorno) |

|  |           |            |
|  | Marcatori | 89’ Miceli |

| Arbitro: | Stafoggia (Pesaro) |

|                         |           |  |
| La Rosa 41’ Miranda 64’ | Marcatori |  |

| Arbitro: | Piana (Modena) |

|             |           |  |
| Signori 57’ | Marcatori |  |

| Reggio Calabria 30 ottobre 1988 8ª giornata | Reggina           | 0 – 0 | Piacenza | Stadio Comunale\| Arbitro: \| Dal Forno (Ivrea) \| |
| Arbitro:                                    | Dal Forno (Ivrea) |       |          |                                                    |

| Arbitro: | Nicchi (Arezzo) |

|  |           |              |
|  | Marcatori | 90’ Baldieri |

| Arbitro: | Trentalange (Torino) |

|                                         |           |           |
| Nardini 18’ Vincenzi 36’ Mazzaferro 84’ | Marcatori | 23’ Iorio |

| Arbitro: | Cafaro (Grosseto) |

|                                    |           |  |
| Signori 2’ G. Donatelli 30’ (aut.) | Marcatori |  |

| Arbitro: | Boemo (Cervignano del Friuli) |

|                    |           |  |
| Concina 49’ (aut.) | Marcatori |  |

| Arbitro: | Monni (Sassari) |

|                                 |           |                                |
| Mileti 88’ (rig.) Colasante 93’ | Marcatori | 16’ Lentini 85’ (rig.) Garlini |

| Arbitro: | Felicani (Bologna) |

|                 |           |  |
| Bivi 73’ (rig.) | Marcatori |  |

| Arbitro: | Paparesta (Bari) |

|  |           |                                   |
|  | Marcatori | 26’ (rig.) Quaggiotto 28’ Onorati |

| Arbitro: | Pucci (Firenze) |

|                                         |           |                   |
| Iorio 20’, 63’ (rig.) Roccatagliata 71’ | Marcatori | 80’ (aut.) Bozzia |

| San Benedetto del Tronto 8 gennaio 1989 17ª giornata | Sambenedettese      | 0 – 0 | Piacenza | Stadio Riviera delle Palme\| Arbitro: \| Bailo (Novi Ligure) \| |
| Arbitro:                                             | Bailo (Novi Ligure) |       |          |                                                                 |

| Piacenza 15 gennaio 1989 18ª giornata | Piacenza           | 0 – 0 | Empoli | Stadio Galleana\| Arbitro: \| Acri (Novi Ligure) \| |
| Arbitro:                              | Acri (Novi Ligure) |       |        |                                                     |

| Arbitro: | Boemo (Cervignano del Friuli) |

|  |           |                  |
|  | Marcatori | 4’ Roccatagliata |

#### Girone di ritorno
| Arbitro: | Pucci (Firenze) |

|                          |           |  |
| Savino 11’ Turchetta 61’ | Marcatori |  |

| Arbitro: | Frattin (Castelfranco Veneto) |

|                  |           |                         |
| Iorio 30’ (rig.) | Marcatori | 43’ (rig.) S. Schillaci |

| Arbitro: | Bailo (Novi Ligure) |

|                              |           |  |
| Pasa 20’ Catalano 25’ (rig.) | Marcatori |  |

| Arbitro: | Coppetelli (Tivoli) |

|                  |           |                |
| Iorio 52’ (rig.) | Marcatori | 71’ Di Gennaro |

| Arbitro: | Dal Forno (Ivrea) |

|  |           |                       |
|  | Marcatori | 30’ Signori 81’ Russo |

| Piacenza 12 marzo 1989 25ª giornata | Piacenza        | 0 – 0 | Licata | Stadio Galleana\| Arbitro: \| Monni (Sassari) \| |
| Arbitro:                            | Monni (Sassari) |       |        |                                                  |

| Arbitro: | Guidi (Bologna) |

|                           |           |  |
| Mancuso 40’ Ganz 47’, 66’ | Marcatori |  |

| Arbitro: | Sanguineti (Chiavari) |

|  |           |          |
|  | Marcatori | 9’ Raggi |

| Arbitro: | Dal Forno (Ivrea) |

|             |           |  |
| Dal Prà 66’ | Marcatori |  |

| Arbitro: | Sguizzato (Verona) |

|                   |           |            |
| Soncin 60’ (aut.) | Marcatori | 78’ Panero |

| Arbitro: | Di Cola (Avezzano) |

|            |           |  |
| Roselli 2’ | Marcatori |  |

| Arbitro: | Beschin (Legnago) |

|  |           |               |
|  | Marcatori | 34’ Lucchetti |

| Arbitro: | Piana (Modena) |

|                |           |  |
| Ceramicola 67’ | Marcatori |  |

| Arbitro: | Dal Forno (Ivrea) |

|             |           |  |
| Signori 34’ | Marcatori |  |

| Arbitro: | Frattin (Castelfranco Veneto) |

|            |           |  |
| Eranio 85’ | Marcatori |  |

| Padova 28 maggio 1989 35ª giornata | Padova          | 0 – 0 | Piacenza | Stadio Silvio Appiani\| Arbitro: \| Monni (Sassari) \| |
| Arbitro:                           | Monni (Sassari) |       |          |                                                        |

| Piacenza 4 giugno 1989 36ª giornata | Piacenza          | 0 – 0 | Sambenedettese | Stadio Galleana\| Arbitro: \| Dal Forno (Ivrea) \| |
| Arbitro:                            | Dal Forno (Ivrea) |       |                |                                                    |

| Arbitro: | Trentalange (Torino) |

|                            |           |  |
| Baiano 44’, 67’ Caccia 89’ | Marcatori |  |

| Arbitro: | Cafaro (Grosseto) |

|                    |           |                                   |
| Signori 78’ (rig.) | Marcatori | 10’, 51’ Impallomeni 56’ Di Carlo |

### Coppa Italia

#### Prima fase 5º girone
| Arbitro: | Trentalange (Torino) |

|             |           |  |
| Galassi 36’ | Marcatori |  |

| Arbitro: | Ceccarini (Livorno) |

|               |           |             |
| Colasante 10’ | Marcatori | 57’ Mancuso |

| Como 28 agosto 1988 3ª giornata | Como           | 0 – 0 | Piacenza | Stadio Giuseppe Sinigaglia\| Arbitro: \| Luci (Firenze) \| |
| Arbitro:                        | Luci (Firenze) |       |          |                                                            |

| Arbitro: | Frattin (Castelfranco Veneto) |

|                         |           |              |
| Galassi 56’ Madonna 60’ | Marcatori | 69’ Galbiati |

| Arbitro: | Paparesta (Bari) |

|                                               |           |                         |
| Conti 50’ Rizzitelli 54’, 56’, 67’ Renato 87’ | Marcatori | 25’ Madonna 77’ Scaglia |

### Statistiche dei giocatori[6]
| Giocatore        | Serie B  | Serie B | Coppa Italia | Coppa Italia | Totale   | Totale |
| Giocatore        | Presenze | Reti    | Presenze     | Reti         | Presenze | Reti   |
| ---------------- | -------- | ------- | ------------ | ------------ | -------- | ------ |
| P. Bordoni       | 34       | -35     | 5            | -7           | 39       | -42    |
| G. Bozzia        | 15       | 0       | 4            | 0            | 19       | 0      |
| G. Camporese     | 8        | 0       | 0            | 0            | 8        | 0      |
| G. Colasante     | 27       | 1       | 4            | 1            | 31       | 2      |
| G. Compagno      | 22       | 0       | -            | -            | 22       | 0      |
| E. Concina       | 21       | 0       | 5            | 0            | 26       | 0      |
| D. Dosi          | 2        | 0       | 0            | 0            | 2        | 0      |
| A. Galassi       | 36       | 1       | 5            | 2            | 41       | 3      |
| F. Grilli        | 4        | -6      | 0            | -0           | 4        | -6     |
| M. Iorio         | 20       | 5       | -            | -            | 20       | 5      |
| A. Madonna       | 9        | 1       | 5            | 2            | 14       | 3      |
| G. Manighetti    | 34       | 0       | 5            | 0            | 39       | 0      |
| M. Masi          | 34       | 0       | 5            | 0            | 39       | 0      |
| F. Mileti        | 18       | 1       | -            | -            | 18       | 1      |
| D. Moretti       | 14       | 0       | 0            | 0            | 14       | 0      |
| C. Osti          | 22       | 0       | -            | -            | 22       | 0      |
| A. Roccatagliata | 35       | 2       | 5            | 0            | 40       | 2      |
| L. Russo         | 30       | 2       | 5            | 0            | 35       | 2      |
| E. Sala          | 8        | 0       | 0            | 0            | 8        | 0      |
| G. Scaglia       | 20       | 0       | 3            | 1            | 23       | 1      |
| G. Serioli       | 9        | 0       | 5            | 0            | 14       | 0      |
| G. Signori       | 32       | 5       | 5            | 0            | 37       | 5      |
| A. Tessariol     | 17       | 0       | 0            | 0            | 17       | 0      |
| P. Tomassini     | 5        | 0       | 0            | 0            | 5        | 0      |
| C. Venturi       | 3        | 0       | 5            | 0            | 8        | 0      |